# سونال شوهان
سونال شوهان (بالإنجليزية: Sonal Chauhan)‏ ممثلة ومغنية وعارضة أزياء هندية ولدت في (16 مايو 1987) بدلهي ، مثلت في أفلام مهمة مثل 3G (فيلم هندي) والجنة .

## حياتها الشخصية
ولدت سونال في نيو دلهي. درست في مدرسة دلهي العامة في نويدا ثم أخدث شهادة الفلسفة في كلية جارغي في نيو دلهي.

## الحياة المهنية
توجت سونال ملكة جمال العالم 2005 بمجال السياحة في ميري بولاية سراوق الماليزية، وهي أو هندية فازت بهذا اللقب فيما يخص مجال السياحة العالمية.
كما ظهرت في عدة إعلانات مثل (DishTV) والعلامة التجارية نوكيا، إلى جانت ظهورها على غلاف مجلة إف إتش إم، وإقامتها حملة ترويجية للأقراط الذهبية في أسبوع المجوهرات الدولي في الهند.

## أفلامها
| السنة | الفيلم                   | الدور        | اللغة    | ملاحظة                          |
| ----- | ------------------------ | ------------ | -------- | ------------------------------- |
| 2008  | الجنة                    | زويا ماتور   | هندي     | جائزة الفيلمفير لأفضل دور نسائي |
| 2008  | ريمبوي                   | سوابنا       | التيلوغو |                                 |
| 2010  | Cheluveye Ninne Nodalu   | براكروتي     | الكانادا |                                 |
| 2011  | العجوز هو أبوك (فيلم)    | تانيا        | هندي     |                                 |
| 2012  | Pehla Sitara             |              | هندي     |                                 |
| 2013  | 3G (فيلم هندي)           | شينا         | هندي     |                                 |
| 2014  | Legend                   | سنيها        | التيلوغو |                                 |
| 2015  | Pandaga Chesko           | أنوشكا سويتي | التيلوغو |                                 |
| 2015  | شير (فيلم التيلوجو)      | نانديني      | التيلوغو |                                 |
| 2015  | قياس صفر (فيلم التيلوغو) | سيمران       | التيلوغو | يتم التصوير                     |
| 2015  | دكتاتور (فيلم تيلوغو)    |              | التيلوغو | الإنتاج قائم                    |